# Habenaria kabompoensis
Habenaria kabompoensis är en orkidéart som beskrevs av Graham Williamson. Habenaria kabompoensis ingår i släktet Habenaria och familjen orkidéer. Inga underarter finns listade i Catalogue of Life.